# Франциск Мария из Кампороссо
Святой Франциск Мария из Кампороссо (Франческо Мария да Кампороссо; итал. Francesco Maria da Camporosso; 27 декабря 1804[…], Кампороссо, Лигурия — 17 сентября 1866[…], Генуя), в миру Джованни Кроезе (итал. Giovanni Croese) — итальянский католический монах-капуцин. Нищенствовал в Генуе, прося пожертвования для церкви на улицах; поначалу подвергался нападкам, пока люди не уидели его праведность и стали искать его совета.

## Биография
Родился 27 декабря 1804 года в Кампороссо в семье Ансельмо Кроезе и Марии Антонии Гарцы.
В октябре 1822 года стал послушником в Ордене капуцинов, и два года спустя в Вольтри принял новое имя — Франческо Мария. В конце 1825 года поступил в новициат в монастыре Святого Варнавы на холмах Генуи. Завершив новициат в 1826 году, был отправлен в монастырь Непорочного Зачатия недалеко от центра Генуи, в районе порта. В 1834 году был назначен «квестором» (сборщиком милостыни) в этом районе; посвятил жизнь сбору пожертвований для монахов и их благотворительной деятельности. Поначалу монах часто подвергался нападкам со стороны горожан: в него даже бросали камнями, на что он поднимал эти камни и целовал их в знак прощения. Монах оказывал помощь и утешение всем нуждающимся, проповедуя милосердную любовь ко всем и подавая пример добродетели среди рабочих и бедняков порта. В 1840 году назначен главным квестором, в обязанности которого входил присмотр за другими монахами, собирающими милостыню.
Во время эпидемии холеры в августе 1866 года оказал помощь жертвам, но вскоре сам заразился и умер. Генуэзцы называли его — и продолжают называть — «Падре Санто» из-за его праведности. 

## Прославление

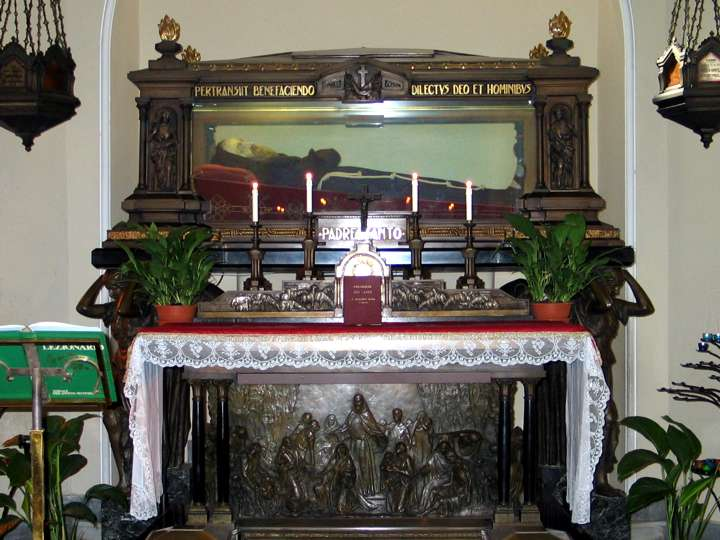
Мощи святого Франциска Марии в церкви Непорочного Зачатия в Генуе (2006).

Его останки покоятся в часовне монастыря Непорочного Зачатия с тех пор, как были перенесены туда в 1911 году.
Процесс причисления к лику святых начался при папе Льве XIII 9 августа 1896 года, когда Франциск Мария из Кампороссо был назван слугой Божьим. Папа Пий XI присвоил ему титул досточтимого 18 декабря 1922 года, подтвердив, что его жизнь была наполнена героической добродетелью. Позже одобрил два чуда, приписываемых его заступничеству, и председательствовал на его беатификации 30 июня 1929 года. Подтверждение ещё двух чудес позволили папе Иоанну XXIII канонизировать монаха 9 декабря 1962 года.
День памяти — 17 сентября.